# Кургак-Кёль
Кургак-Кёль (кирг. Кургак-Көл) — село в Сузакском районе Джалал-Абадской области Кыргызстана. Входит в состав Ырысского айылного аймака.

## География
Село расположено в юго-восточной части области, на левом берегу реки Кёгарт, у восточной окраины села Сузак, административного центра района. Абсолютная высота — 711 метров над уровнем моря.

## Население
Согласно оценочным данным Национального статистического комитета Кыргызской Республики, численность населения села на начало 2023 года составляла 6055 человек.
| год     | 2009 | 2014 | 2015 | 2020 | 2021 | 2023 |
| ------- | ---- | ---- | ---- | ---- | ---- | ---- |
| человек | 4605 | 5100 | 4897 | 5646 | 5794 | 6055 |